# IBK Vänersborg
IBK Vänersborg är en innebandyklubb från Vänersborg. Den startade 1987 och damerna spelar i Div. 1 Västra. Herrlaget spelar i Div. 1 Västra Götaland. Klubben har ca 350 medlemmar och är en av de större föreningarna i Västergötland med fyra seniorlag, tolv ungdomslag och en träningsgrupp.